# Мокрологское сельское поселение
Мокрологское сельское поселение — муниципальное образование в Октябрьском районе Ростовской области.
Административный центр поселения — посёлок Новозарянский.
Глава Кочин Григорий Викторович 

## Административное устройство
В состав Мокрологского сельского поселения входят:
- посёлок Новозарянский,
- хутор Коммуна им. Ленина,
- хутор Костиков,
- хутор Маркин,
- посёлок Мокрый Керчик,
- посёлок Мокрый Лог,
- хутор Николаевка,
- посёлок Новощербаков.

## Население
| 2010  | 2012  | 2013  | 2014  | 2015  | 2016  | 2017  |
| ----- | ----- | ----- | ----- | ----- | ----- | ----- |
| 3125  | ↘3090 | ↗3099 | ↘3028 | ↘2981 | ↘2922 | ↘2863 |
| 2018  | 2019  | 2020  | 2021  |       |       |       |
| ↘2839 | ↘2820 | ↘2803 | ↘2792 |       |       |       |